# Gibó huloc occidental
El gibó huloc occidental (Hoolock hoolock) és una espècie de primat hominoïdeu de la família dels gibons (Hylobatidae). L'espècie es troba a Assam, Bangladesh i a Myanmar a l'est del riu Chindwin.